# 羅克里夫特 (紐約州)
羅克里夫特（英語：Rock Rift）是位於美國紐約州特拉華縣的非建制地區。

## 歷史
羅克里夫特的郵局於1850年設立，其後於1960年停運。

## 地理
羅克里夫特所處的海拔為高於海平面393米（即1289英呎），而該地所採用的時區為UTC-5，即北美东部时区（EST）。同時該地設有夏令時間，為UTC-5調快一小時，即UTC-4（EDT）。